# Mado (onderneming)

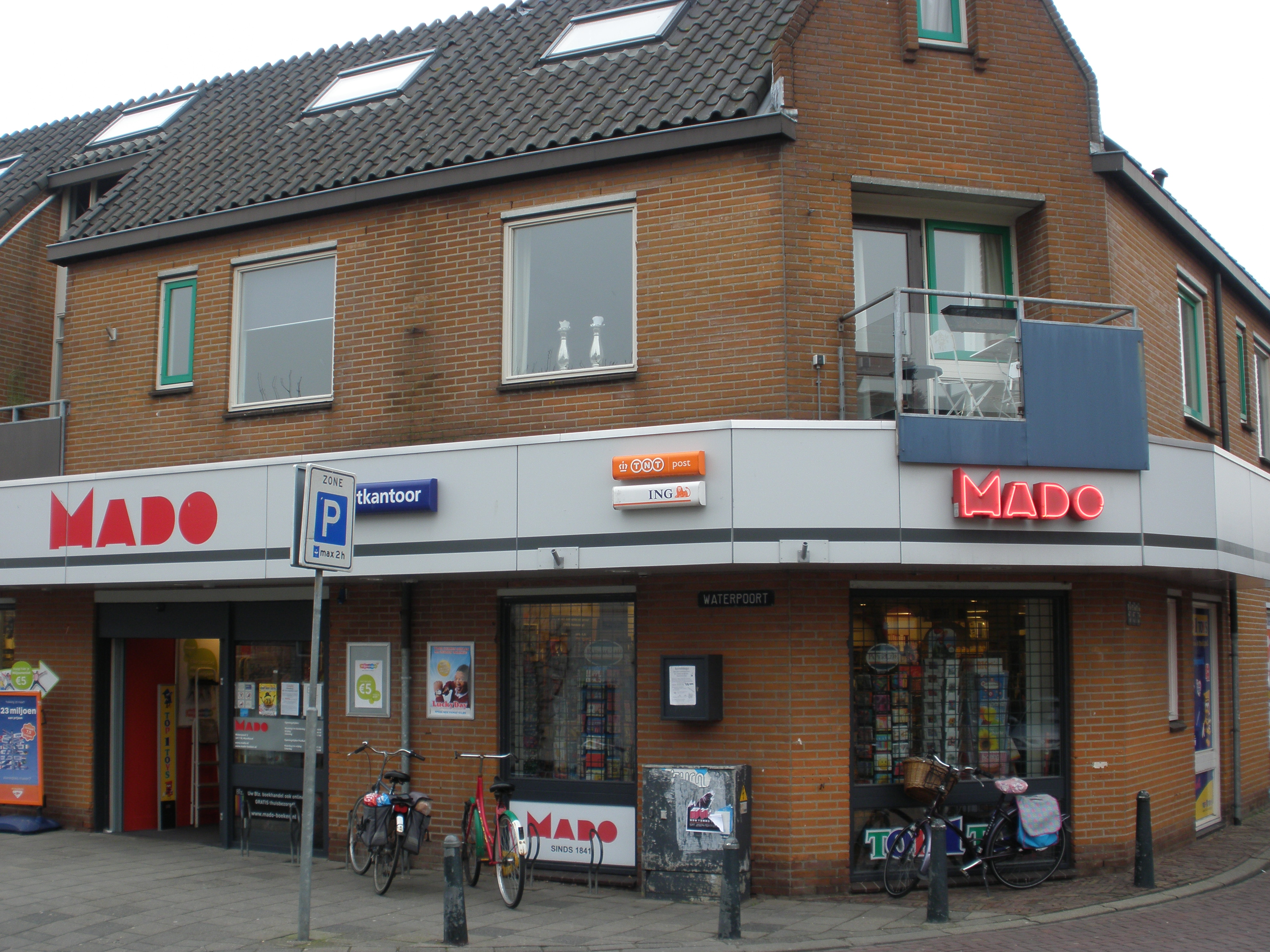
Filiaal van Mado in Montfoort

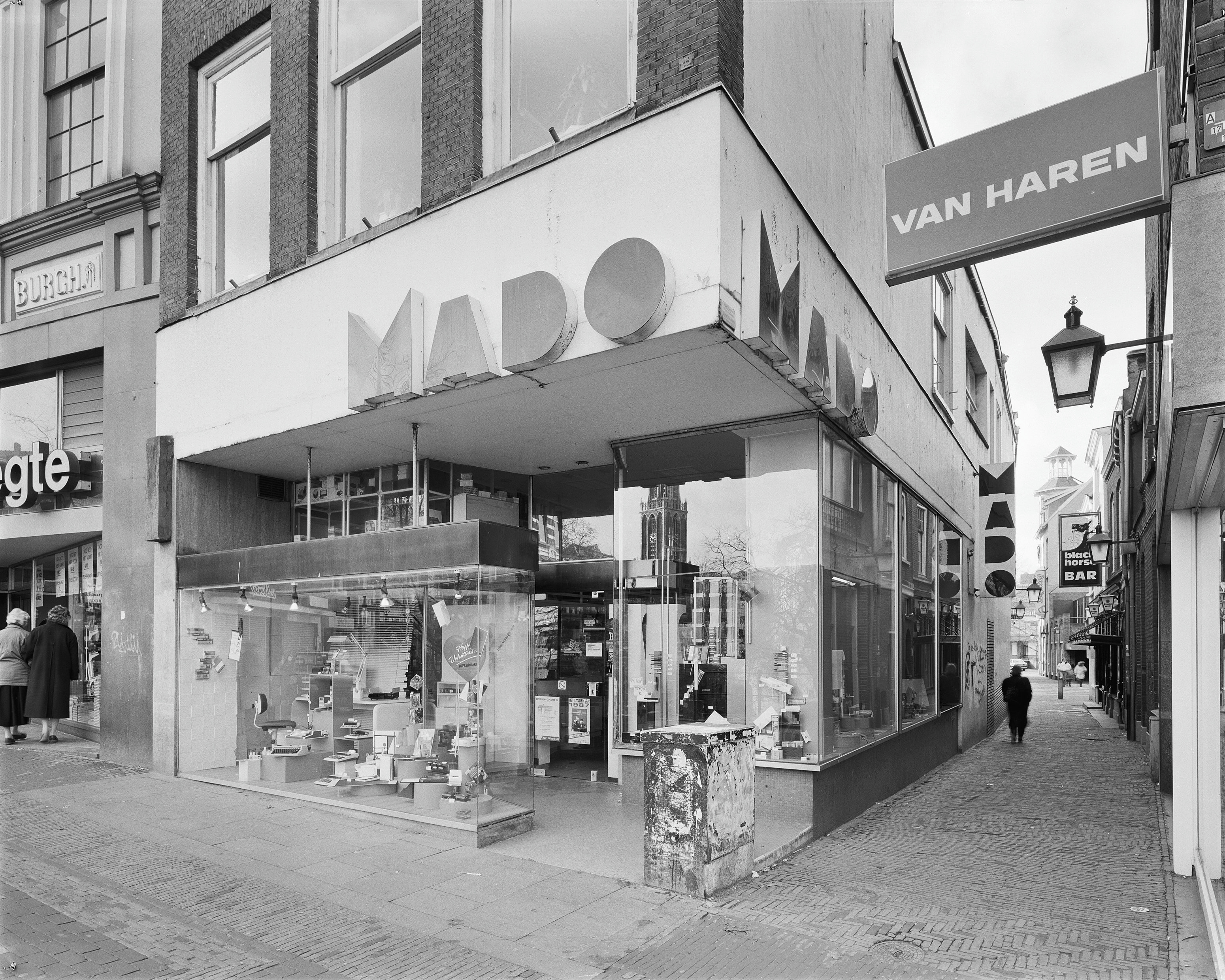
Voormalige filiaal aan de Utrechtse Oudegracht

Mado is een Nederlandse onderneming, die actief is op de markt van boeken, tijdschriften, papier- en schrijfwaren, dagbladen en wenskaarten.

## Geschiedenis
De onderneming werd in 1840 opgericht door Johannes Mado. Ook na de overname rond 1900 bleef de naam Mado gehandhaafd in de bedrijfsnaam Mado & Co. Het bedrijf specialiseerde zich als kantoorvakhandel en drukkerij. Daarnaast was het bedrijf ook de uitgever van een groot aantal ansichtkaarten met stadsgezichten van Utrecht. In 1985 werd het bedrijf omgezet in een besloten vennootschap, maar behield ook toen de naam Mado. De eerste winkel was gevestigd in Utrecht aan de Oudegracht 119, in Klein Blankenburgh. Gerrit Rietveld ontwierp in 1961 voor deze Mado-vestiging onder meer de etalage, de pui en het logo. Ook de brievenbus van het pand in de zijgevel in de Drieharingstraat is een ontwerp van Rietveld.
In 1986 nam een Montfoortse ondernemersfamilie Mado over. Een forse huurprijsverhoging leidde ertoe dat het filiaal aan de Oudegracht rond 2011 verhuisde naar de Utrechtse Burgemeester Reigerstraat. In 2012 telde de onderneming vier vestigingen. Drie jaar later sloot het Utrechtse filiaal. In 2015 bestaat Mado uit een winkel en hoofdkantoor in Montfoort en een webwinkel.